# Ge 4/4

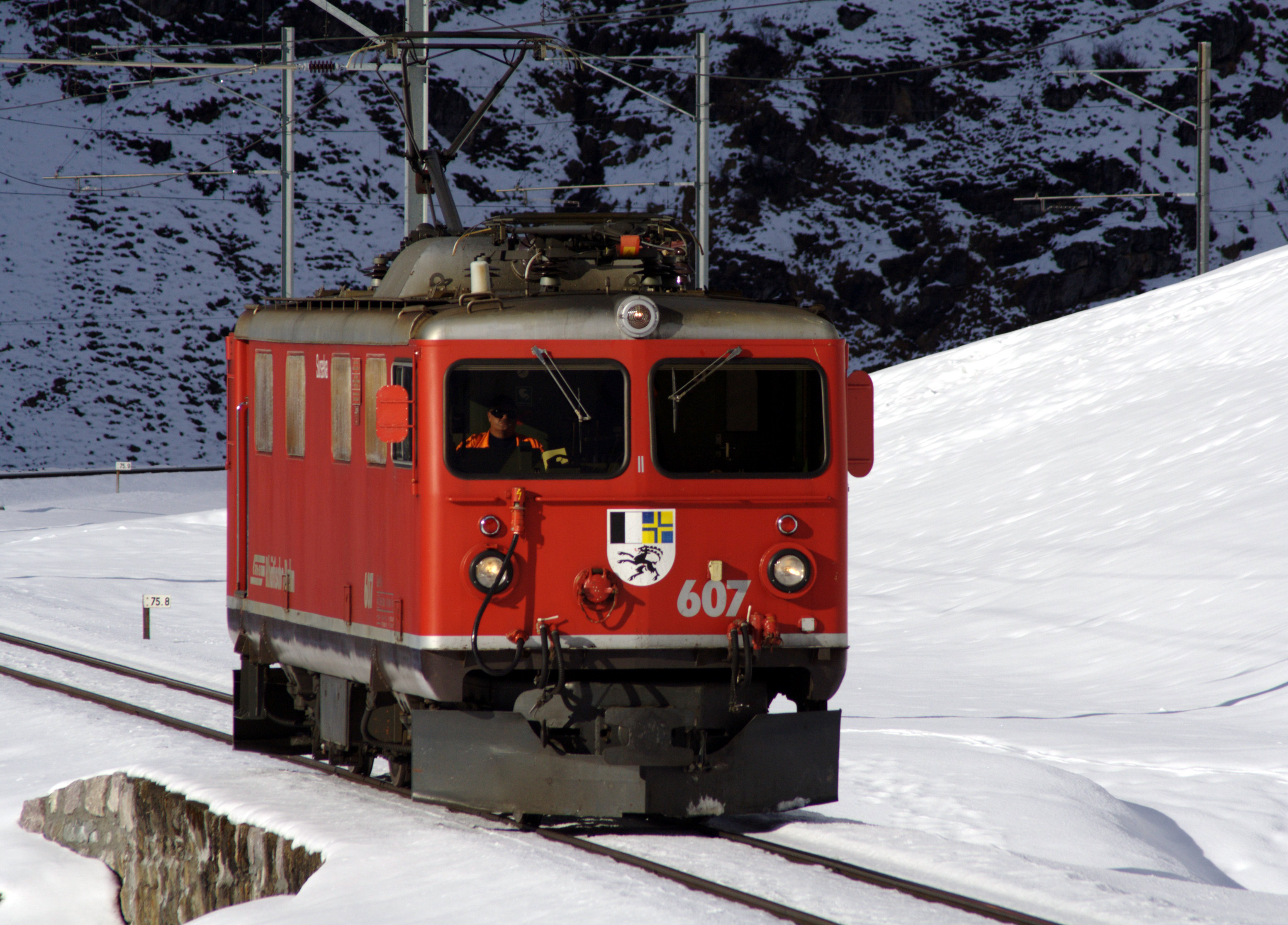
RhB Ge 4/4 I 607 „Surselva“

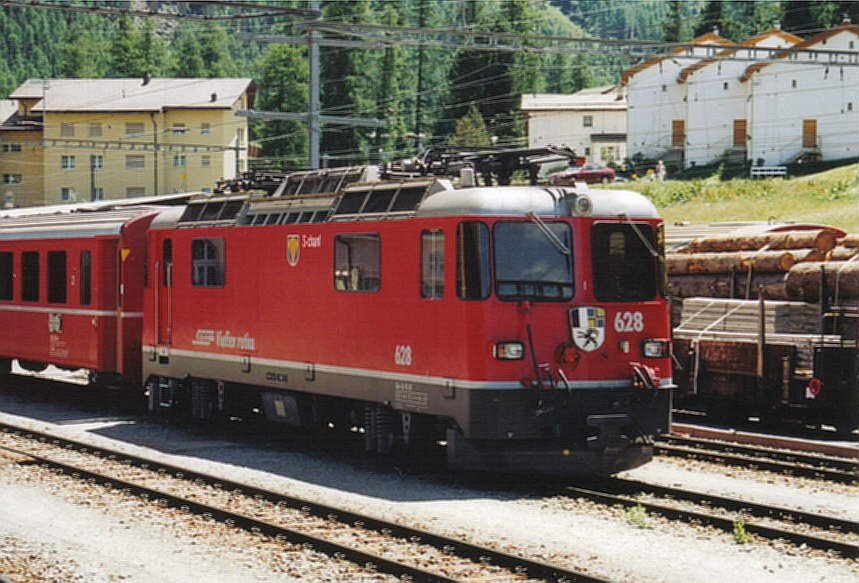
RhB Ge 4/4 II 628 „S-chanf“

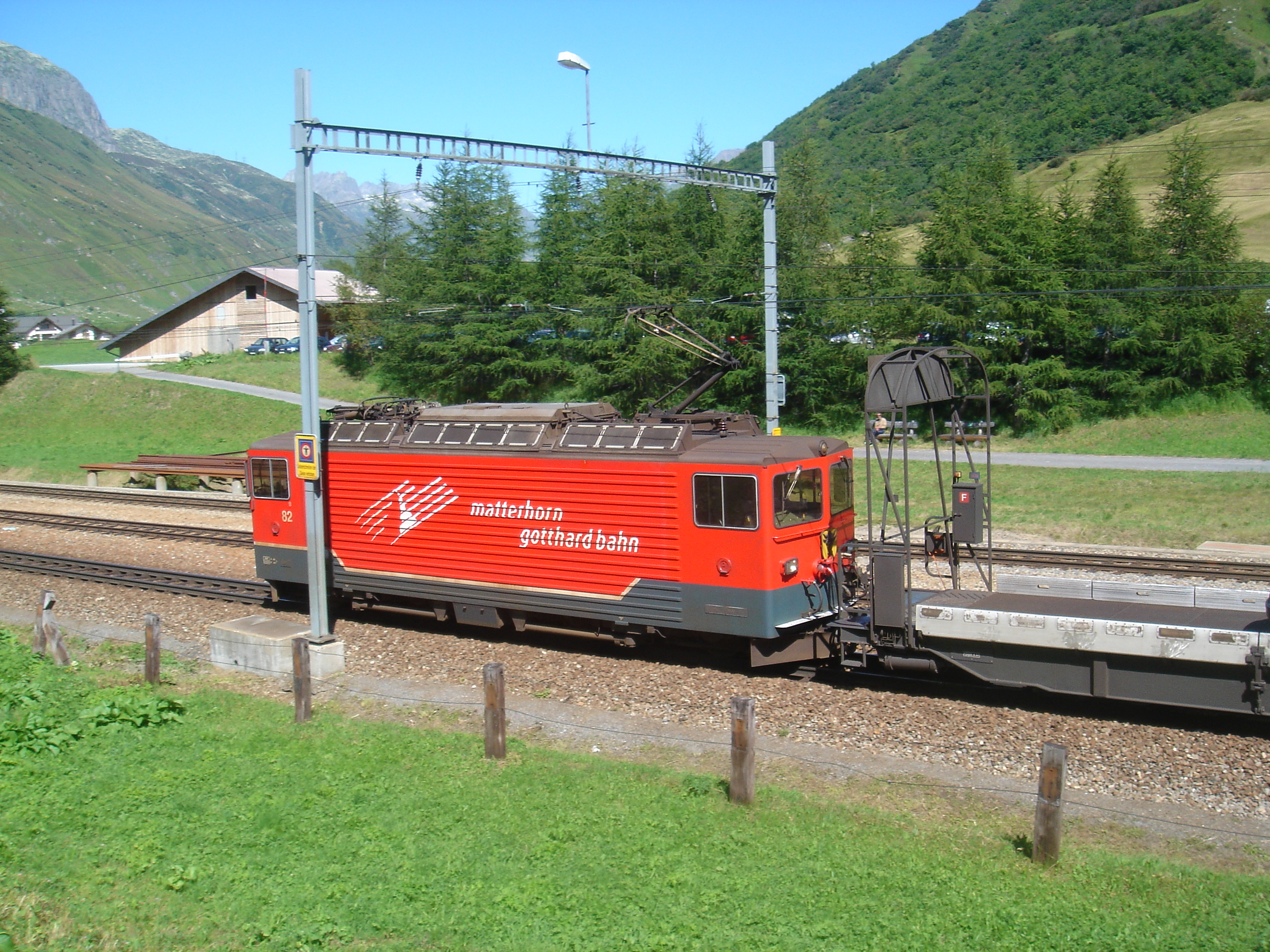
MGB Ge 4/4 82 mit Autozug in Realp UR

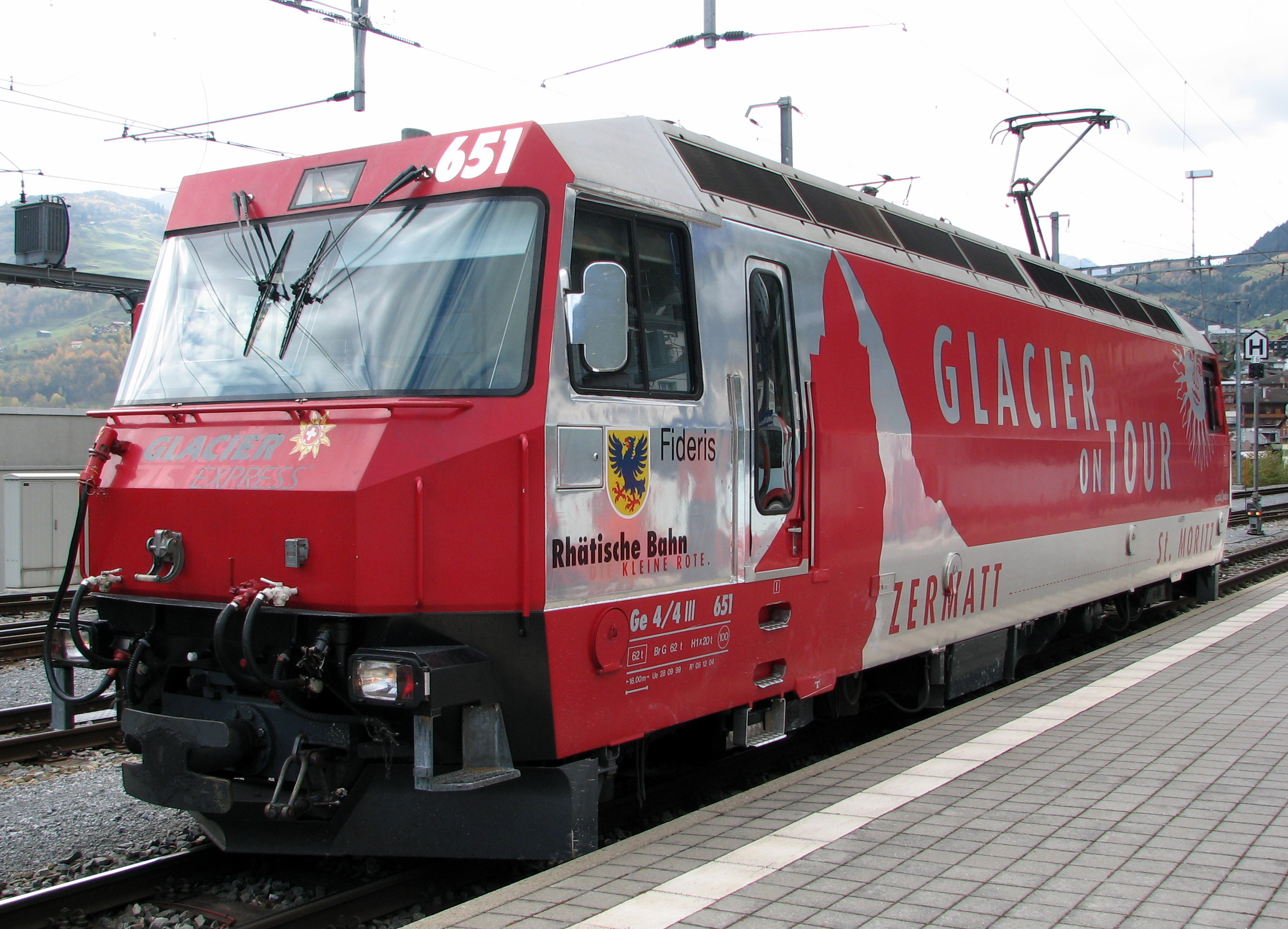
RhB Ge 4/4 III 651 mit Eigenwerbung für den Glacier-Express

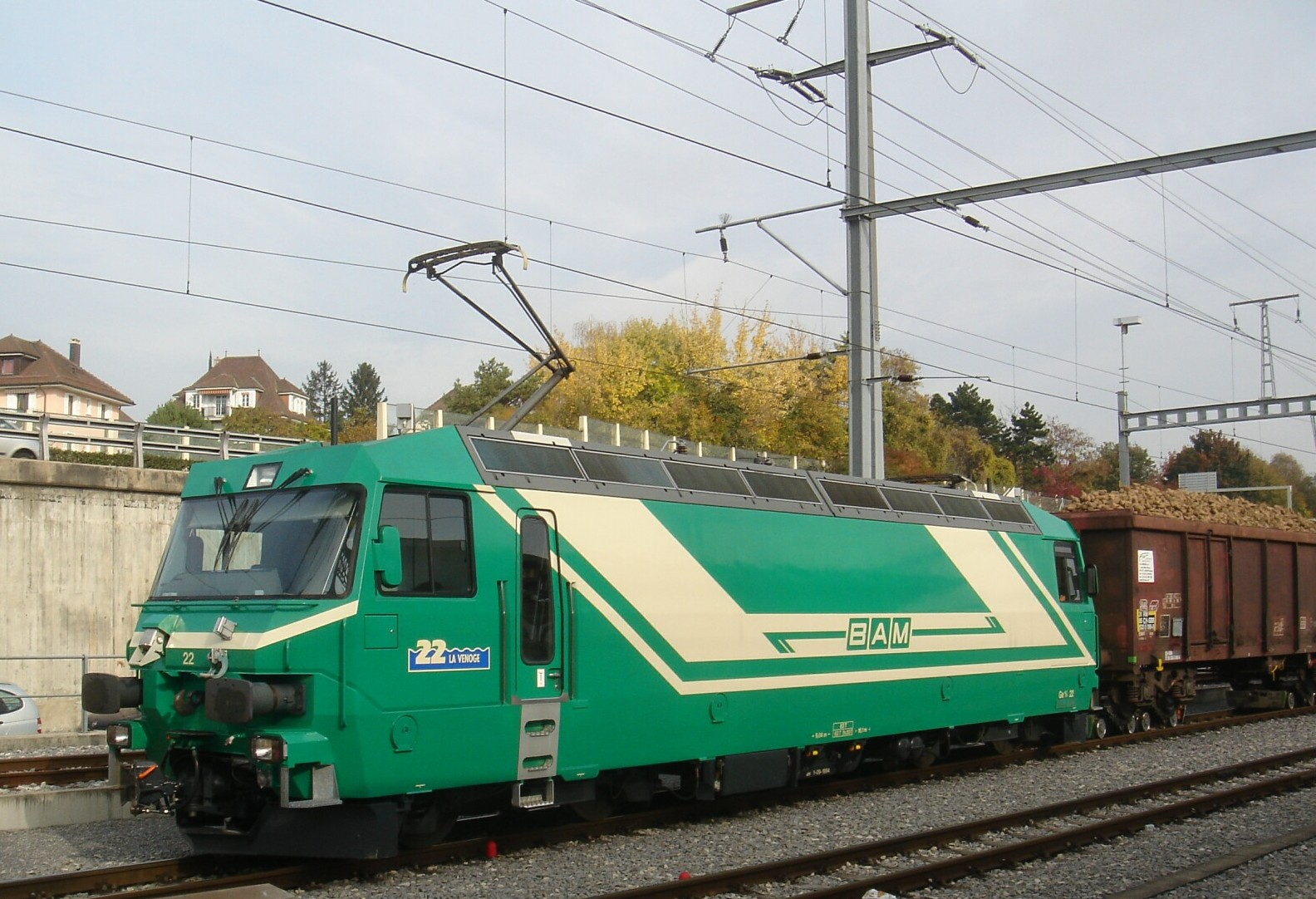
MBC (BAM) Ge 4/4 22 mit Rübenzug in Morges

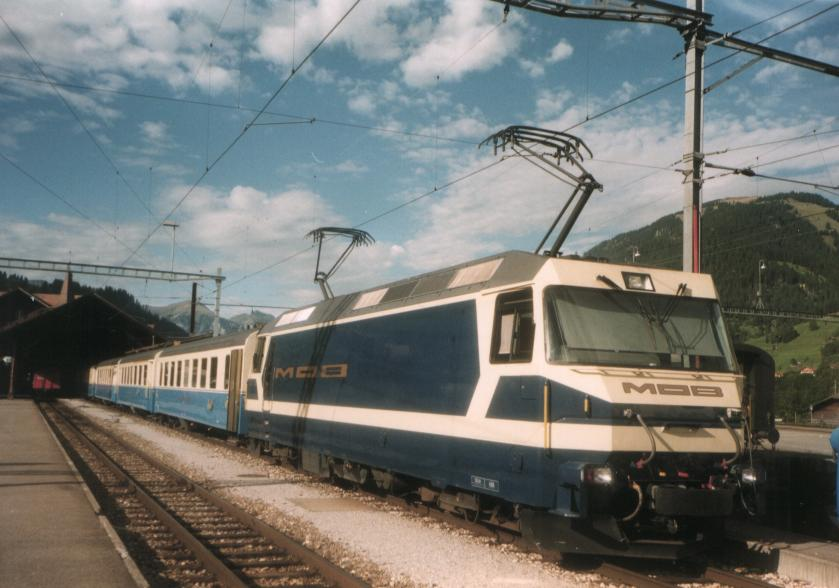
MOB Ge 4/4

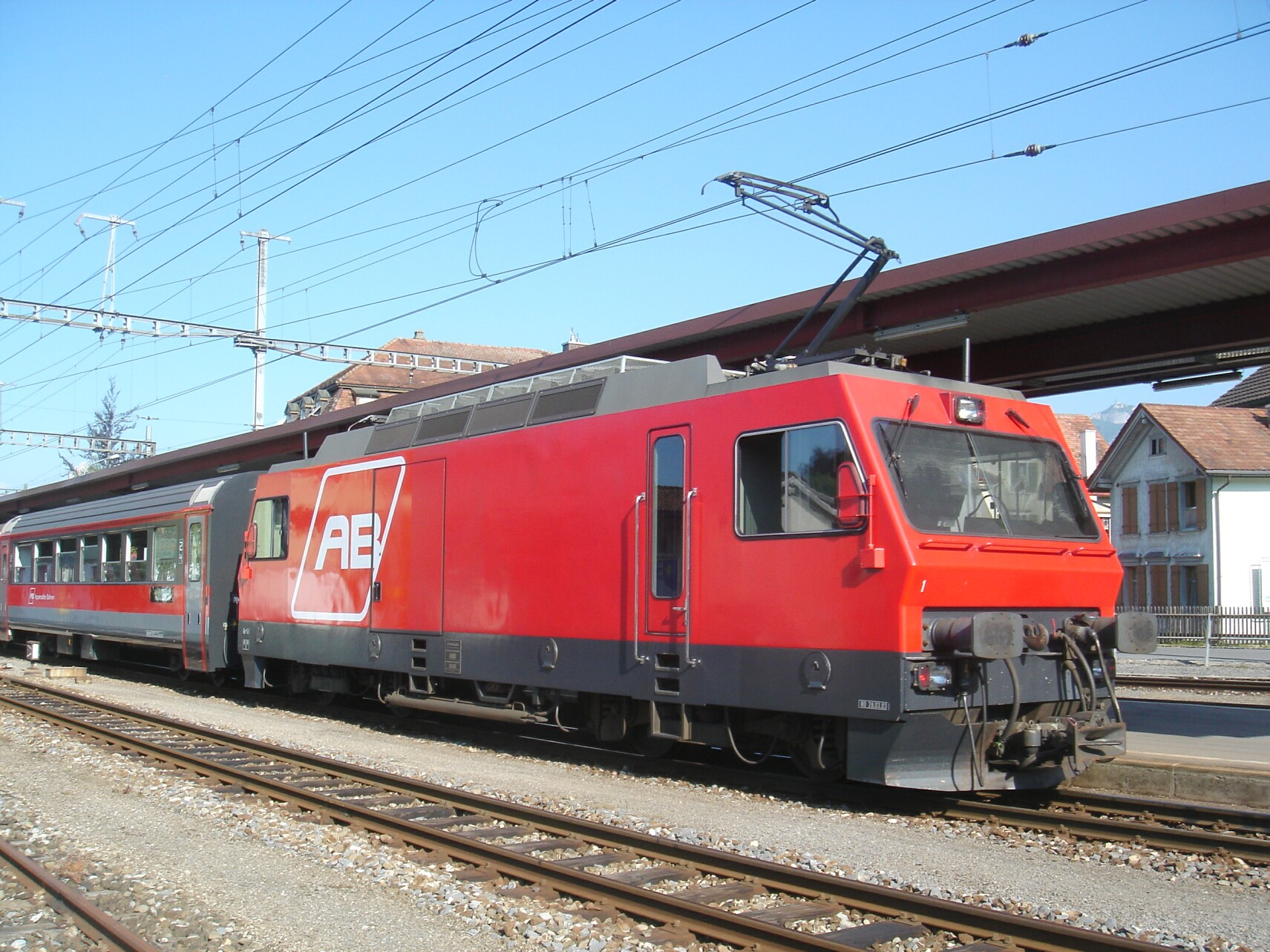
AB Ge 4/4 1 mit Pendelzug in Appenzell

Ge 4/4 ist die Bauartbezeichnung mehrerer Schweizer Lokomotiven, die alle folgenden Eigenschaften erfüllen (in Klammern dahinter ist der Buchstabe oder die Ziffer fett gedruckt, der oder die in der Bauartbezeichnung für die jeweilige Eigenschaft steht):
- Schmalspur (Ge 4/4)
- Adhäsionsantrieb (Ge 4/4)
- elektrisch betrieben (Ge 4/4)
- vier Antriebsachsen (Ge 4/4)
- vier Achsen insgesamt (Ge 4/4)

In der Schweiz gab es 2008 60 betriebsfähige Lokomotiven dieses Typs sowie eine Lokomotive, die sich in Aufarbeitung befindet; 4 Lokomotiven sind bisher abgebrochen worden. Diese 65 Loks teilen sich auf in
- 55 Loks mit Lokkasten mit Führerständen an den Enden
- 2 Loks mit zurückgesetzten Führerständen und Vorbauten
- 8 Loks mit zentralem Führerhaus

Die Lokomotiven teilen sich auf in folgende Serien:
- Appenzeller Bahnen
  - AB Ge 4/4 1 (1994)
- Transports de la région Morges–Bière–Cossonay
  - BAM Ge 4/4 21-22 (1994)
- Montreux-Berner Oberland-Bahn
  - MOB Ge 4/4 8001-8004 (1995)
- Rhätische Bahn (45 Loks in drei Generationen) und Berninabahn
  - BB/RhB Ge 4/4 81 später 181 Einzelstück, ursprünglich Ge 6/6, heute bei Museumsbahn Blonay-Chamby (BC), siehe unten
  - BB/RhB Ge 4/4 82 später 182 (heute als Museumsfahrzeug auf der Berninabahn im Einsatz, Lok mit Vorbauten)
  - RhB Ge 4/4 I 601-610 (1947–53)
  - RhB Ge 4/4 II 611-633 (1978–85)
  - RhB Ge 4/4 III 641-652 (1993–99)
- Matterhorn-Gotthard-Bahn
  - MGB Ge 4/4 III 81-82 (1980, für Autozüge Furkatunnel)
- Travys
  - Travys Ge 4/4 21 (1950, Lok mit Vorbauten)
- Aare Seeland mobil
  - ASm Ge 4/4 126 (1917 als Nr. 56 an LMB geliefert, mit Mittelführerhaus)
- Regionalverkehr Bern–Solothurn
  - Ge 4/4 60 der ehemaligen Worblentalbahn (WT) aus dem Jahre 1924 mit Mittelführerhaus. 1959 Umbau in Gepäcktriebwagen[1]
  - RBS Ge 4/4 111–112 (1927, als Occasion 1957 und 1967 von der Hagener Strassenbahn (Deutschland) übernommen, mit Mittelführerhaus)
- Museumsbahn Blonay–Chamby (BC)
  - BB Ge 4/4 81 (1916 als Ge 6/6 abgeliefert, 1929 zur Ge 4/4 umgebaut, 1970 an BC abgegeben)
  - +GF+ Ge 4/4 75 (1913, 1980 an BC abgegeben, 1988 revidiert, mit Mittelführerhaus)

Um die verschiedenen Generationen unterscheiden zu können, werden hinter die Bauartbezeichnung Ge 4/4 römische Ziffern gehängt. So erkennt man, dass es sich bei der RhB Ge 4/4 II um die zweite Generation der Ge 4/4 bei der Rhätischen Bahn handelt. Gibt es nur eine Generation, auf der die Eigenschaften oben passen, so wird die römische Ziffer normalerweise weggelassen: Die MOB Ge 4/4 ist also die einzige Serie des Typs Ge 4/4 der Montreux–Berner Oberland-Bahn. Hierbei gibt es jedoch Ausnahmen: Die einzige Generation der Ge 4/4 bei der Matterhorn-Gotthard-Bahn trägt die Bezeichnung MGB Ge 4/4 III, obwohl es nie eine andere Serie gegeben hat. Der Grund dafür liegt in diesem Fall darin, dass die MGB Ge 4/4 III eine Weiterentwicklung der Ge 4/4 II der Rhätischen Bahn ist. Um dies zu verdeutlichen, wählte man diese abweichende Bezeichnung.
Nach der Übernahme der Berninabahn 1944 gingen die beiden Fahrzeuge 81 und 82 in den Besitz der Rhätischen Bahn über und wurden ab 1961 als 181 und 182 bezeichnet. Später wurden sie weiterverkauft. Heute fährt Ge 4/4 81 bei der Museumsbahn Blonay-Chamby, während das sogenannte Bernina-Krokodil Ge 4/4 82 wieder auf der Berninabahn zum Einsatz kommt nach ihrer Rückholung aus Frankreich und der Aufarbeitung durch den Club 1889 (als Ge 4/4 182).
Es gab noch einige weitere Ge 4/4 in der Ausführung mit zentralem Führerhaus und Vorbauten:
- Frauenfeld-Wil-Bahn
  - Ge 4/4 7 (1922, 1969 Abbruch)
- Verkehrsbetriebe Schaffhausen und Werksbahn der Georg Fischer AG
  - Ge 4/4 73 (1913, 1971 ausrangiert)
  - Ge 4/4 74 (1930, 1969 an SNB als Nr. 57, dann 326, 1986 ausrangiert)
  - Ge 4/4 75 (siehe oben)
  - Ge 4/4 76 (1913, 1981 Abbruch)